# Hassle-Bösarpstenen
Hassle-Bösarpstenen är en idag försvunnen runsten som ursprungligen fanns på mark tillhörande Hassle-Bösarp nr 14 (Kistbrånarne), Hassle-Bösarp, Hassle-Bösarps socken. Stenen skall ha sprängts i tre delar 1850 och runorna upptäcktes först efter detta. Resterande stenar hamnade först i en mur, och sedermera i en husgrund. Vid en inventering 1987 av Riksantikvarieämbetet kunde stenarna inte hittas. En avritning av Lars Bengtsson från 1852 finns dock bevarad. Någon tolkning av runorna finns ej.
Inskriften lyder translittererad:
...ikhulrir--...